# Neoacanthina fasciata
Neoacanthina fasciata är en tvåvingeart som beskrevs av Kertesz 1914. Neoacanthina fasciata ingår i släktet Neoacanthina och familjen vapenflugor. Inga underarter finns listade i Catalogue of Life.